# プレゼント (玉置浩二の曲)
「プレゼント」は、日本のシンガーソングライターである玉置浩二の楽曲。
2005年11月2日にSony Recordsから21枚目のシングルとしてリリースされた。2か月連続リリースの第2弾として前作「いつもどこかで」（2005年）よりおよそ1か月ぶりにリリースされたシングルであり、作詞は松井五郎、作曲は玉置が担当している。
本作は玉置にとって8年ぶりのドラマ出演となった日本テレビ系テレビドラマ『あいのうた』（2005年）の主題歌として使用され、ドラマの内容と連動した「自分から起動していくことのリアリティ」を描いたバラードソングとなっている。11枚目のアルバム『PRESENT』（2006年）からの先行シングルとしてリリースされ、オリコンシングルチャートでは最高位13位となった。

## 音楽性と歌詞
ベスト・アルバム『ALL TIME BEST』（2017年）の楽曲解説では、歌詞の一部を「ともすれば夢想家の戯言と捉えられがち」と指摘しつつも「優しく前向きな言葉の数々を、説得力のある豊かな歌で、真っすぐ、そして強く心に届けてくれる」と表記したほか、主題歌として使用されたテレビドラマのストーリーとリンクしていることから、「心に残る、代表曲のひとつといってもいい名バラード」とも表記している。安全地帯時代より、短時間で作曲を仕上げることで有名な玉置であったが、本作の作曲はなかなか進まず、結果完成まで3ヶ月以上を費やしている。
松井は本作の歌詞に関して以下のコメントを残している。
結局自分が生きていこうとする力っていうか、僕でも君でも誰でも命のアクティヴさみたいなものに呼応して愛が溢れていく。つまり人がしてくれないとかまわりが悪いってことではなくて、自分から起動していくことのリアリティを書きたいと思っていたんです。あなたがゴミを拾えば、そのゴミを拾ったことで誰かが気持ちよくなるかもしれない。でも『こうしたほうがいいよ』みたいな分別くさいことではなくて、聴いた人が好きなように考えましょうっていうものになればよいと思ってるんですよ。そういう中で、今っていう瞬間が、どれほどかけがえのないものなのかを伝えられるといいなと。—松井五郎, 
玉置浩二 幸せになるために生まれてきたんだから
本作の歌詞に関して作詞家の松井五郎は、「この世界には愛が溢れてる」という一節に関し「大風呂敷を広げたような言い方」と述べつつも次の節で「幸せを願うその声に応えて」という言葉を設けていると述べている。松井は本作のメッセージ性として自ら起動していくことのリアリティを描くことが目的であったと述べ、また現在の状態がかけがえのないものであることを伝える意図があったと述べている。また、松井は事前にテレビドラマのストーリーを確認しており、ドラマタイアップの場合は歌詞中にドラマの説明になるような文言は使用しないことに決めていると述べている。さらに、「この世界には愛が溢れてる」という一節は新幹線に乗った瞬間に思いついた言葉であると述べ、言葉数とメロディーの音数が瞬間的に一致することはごく稀であることから、「（言葉が）降りてくるというのは、ああいうことかもしれません」とも述べている。

## リリース、チャート成績
本作は2005年11月2日にSony Music Recordsからマキシシングルでリリースされた。カップリング曲となった「おいでよ 僕の国へ」は同年7月に急死した玉置の愛猫であるドーキュウの視点で描かれた歌詞の楽曲となっている。玉置の自伝本『玉置浩二 幸せになるために生まれてきたんだから』において著者の志田歩は同曲に関して、「玉置のことを見つめ続ける松井だからこそ書くことのできた歌詞だった」と述べている。
本作はオリコンシングルチャートにて最高位13位の登場週数13回となり、売り上げ枚数は4.2万枚となった。オリコンのウィークリーランキングで10位台にチャートインしたのは、12枚目のシングル「MR.LONELY」（1997年）以来約9年ぶりとなった。本作の売り上げ枚数は玉置のシングル売上ランキングにおいて11位となった。また、2022年に実施されたねとらぼ調査隊による玉置のシングル曲人気ランキングでは9位となった。

## メディアでの使用
本作は玉置にとって8年ぶりのドラマ出演となった日本テレビ系テレビドラマ『あいのうた』（2005年）の主題歌として使用された。ドラマの主人公は不治の病に冒されながらも微笑みながら生きることや人を愛することの大切さを訴えるキャラクターであり、玉置の自伝本『玉置浩二 幸せになるために生まれてきたんだから』において著者の志田歩は、「玉置のキャラクターをそのまま活かすことができるもの」と述べた上でドラマ中の玉置と主題歌が「じつによく似合う組み合わせとなった」と述べている。同ドラマは2005年10月から12月にかけて放送されたが、3月から開始された玉置の全国ツアー「コンサートツアー2005『今日というこの日を生きていこう』」の最中に玉置は企画書を受け取っており、ドラマのテーマが自身の音楽性に通じることを感じ取り出演を快諾した。軽井沢に拠点を移してから玉置はテレビ出演を避ける傾向にあったため、周囲のスタッフが驚く結果となった。
テレビドラマ出演に関して玉置は以下のコメントを残している。
ドラマの企画書を見てたら、ふっと「これ、やったほうがいいんじゃないか」と思ったの。「やると大変だぞ～、生活はどうすんだ」とも思ったよ。でもそういう出会いだったんだと思う。すごい自然な流れ。—玉置浩二, 
玉置浩二 幸せになるために生まれてきたんだから

## カバー
- 中江有里 - アルバム『Port de voix』（2021年）に収録。

## シングル収録曲
| 全作詞: 松井五郎、全作曲: 玉置浩二、全編曲: 玉置浩二、安藤さと子。 |                                     |          |            |      |
| #                                                                  | タイトル                            | 作詞     | 作曲・編曲 | 時間 |
| 1.                                                                 | 「プレゼント」                      | 松井五郎 | 玉置浩二   | 4:19 |
| 2.                                                                 | 「おいでよ 僕の国へ」               | 松井五郎 | 玉置浩二   | 3:31 |
| 3.                                                                 | 「プレゼント」(Instrumental)        | 松井五郎 | 玉置浩二   | 4:19 |
| 4.                                                                 | 「おいでよ 僕の国へ」(Instrumental) | 松井五郎 | 玉置浩二   | 3:31 |
| 合計時間:                                                          | 合計時間:                           | 15:40    |            |      |

## リリース履歴
| No. | 日付           | レーベル                               | 規格                   | 規格品番  | 最高順位 | 備考 |
| --- | -------------- | -------------------------------------- | ---------------------- | --------- | -------- | ---- |
| 1   | 2005年11月2日  | Sony Music Records                     | マキシシングル         | SRCL-6058 | 13位     |      |
| 2   | 2013年11月27日 | ソニー・ミュージックエンタテインメント | デジタル・ダウンロード | -         | -        |      |

## 収録アルバム
「プレゼント」
- 『PRESENT』（2006年）
- 『06 PRESENT TOUR LIVE 発散だー!!』（2006年） - ライブ・バージョンで収録。
- 『ALL TIME BEST』（2017年）
- 『THE BEST ALBUM 35th ANNIVERSARY 〜メロディー〜』（2022年）

おいでよ 僕の国へ
- 『PRESENT』（2006年）